# Marigny-Saint-Marcel
Marigny-Saint-Marcel é uma comuna francesa na região administrativa de Auvérnia-Ródano-Alpes, no departamento da Alta Saboia. Estende-se por uma área de 7.35 km². Em 2010 a comuna tinha 690 habitantes (densidade: 93,9 hab./km²).